# Paulus Juusten
Paulus Petri Juusten (né vers 1520 à Viipuri, aujourd'hui Vyborg en Russie après avoir été longtemps en Finlande, dans le Royaume de Suède – mort le 22 août 1575 à Turku) est un religieux finlandais. Il est considéré, avec Mikael Agricola, comme l'un des pères de la Réforme en Finlande. Il a été évêque de Viipuri, dans le Diocèse de Tampere, ainsi que le successeur d'Agricola comme évêque de Turku.

## Biographie
Paulus est né à Viipuri d'une famille bourgeoise. Il étudia à Viipuri puis à Turku. Son protecteur était un dominicain du nom de Martinus Skytte. Juusten fut l'un des écrivants de son Catalogus et ordinaria successio episcopurum finlandesium,. Avec Agricola, il est considéré comme le père de la Réforme protestante en Finlande, mais voulant garder le contact avec l'Église catholique romaine. En 1554, Juusten et Agricola sont sacrés évêques sans l'accord de la Papauté (Gustave Vasa, son roi duquel il était un fervent défenseur, ne jugeant plus cela nécessaire). Tandis qu'il est au poste d'évêque, il fait des commémorations pour Henri d'Uppsala qu'il affirme comme premier évêque de Finlande dans son Chronicon episcoporum Finlandensium